# Corydalis glycyphyllus
Corydalis glycyphyllus är en vallmoväxtart som beskrevs av Friedrich Karl Georg Fedde. Corydalis glycyphyllus ingår i släktet nunneörter, och familjen vallmoväxter. Inga underarter finns listade i Catalogue of Life.